# 法蘭西共和國臨時政府
法蘭西共和國臨時政府（法語：Le Gouvernement provisoire de la République française，缩写为）是指自1944年至1946年管理法國（国号为法兰西共和国）的临时政府。
1944年6月3日，法國民族解放委員會宣佈成立臨時政府。在1944年夏解放巴黎後，這個政府接管了法國並由戴高樂統領。
臨時政府由法国共产党、工人国际法国支部和戴高樂主義者組成，均曾參與對抗納粹德國的侵略。臨時政府將許多在傀儡政權維希法國時期所制定的法律變成無效，並宣佈維希政權為非法。1946年1月20日，由於與法国共产党不合，戴高樂辭去總統一職。
法蘭西共和國臨時政府是1944年至1946年之間的過渡政府。1940年，法國由納粹德國和貝當所建立的维希法國政權所管治，1942年納粹德國及義大利王國撤銷了維希法國，將其瓜分占領，至此維希政府基本上已名存實亡。1944年諾曼第登陸後，巴黎被光復，盟軍將德國軍隊趕至萊茵河。政權交由戴高樂所領導的臨時政府。臨時政府最終由1946年的法蘭西第四共和國繼承。

## 臨時政府主席（總統）名單
- 夏爾·戴高樂，1944-1946
- 费利克斯·古安（法语：Félix Gouin），1946
- 乔治·皮杜尔，1946
- 莱昂·布鲁姆，1946-1947